# Drosophila bicondyla
Drosophila bicondyla är en tvåvingeart som beskrevs av Elmo Hardy 1965. Drosophila bicondyla ingår i släktet Drosophila och familjen daggflugor.
Artens utbredningsområde är Hawaii.